# Arif Alvi
Pour les articles homonymes, voir Alvi.
Arif Alvi (en ourdou : عارف علوی), né le 29 août 1949 à Karachi, est un chirurgien-dentiste et homme d'État pakistanais. Membre du Mouvement du Pakistan pour la justice et proche de l'ancien Premier ministre Imran Khan, il est président de la république de 2018 à 2024. 
Dentiste de formation, Arif Alvi a participé à plusieurs organisations représentatives de sa profession au Pakistan et à l'étranger. Rejoignant le Mouvement du Pakistan pour la justice dès sa fondation en 1996, il est secrétaire général central du mouvement de 2006 à 2013. Devenu député de Karachi à la suite des élections législatives de 2013, il est élu après un scandale de fraudes électorales touchant son rival et ayant conduit à une annulation partielle du vote. 
Il est réélu député lors du scrutin de 2018. Alors que son parti est vainqueur au niveau national, le nouvel homme fort du pouvoir civil Imran Khan le récompense de sa fidélité politique en le faisant élire au poste de président.

## Famille et formation
Arif Alvi naît le 29 août 1949 à Karachi, dans une famille de dentistes ayant émigré en 1947 au Pakistan au moment de la partition des Indes pour s'installer à Karachi et y ouvrir leur nouvelle affaire.
En 1969, il est blessé au bras par une balle lors d'une manifestation étudiante contre le régime de Muhammad Ayub Khan, dans le cadre du mouvement de 1968 au Pakistan.
Dans les années 1970, les Alvi fondent une clinique spécialisée. Arif Alvi obtient un diplôme de dentisterie de l'Université du Pendjab. En 1975, il obtient un Master of Science de l'université du Michigan en prothèse, puis un autre master en orthodontiste en 1984 de l'université du Pacifique.

## Carrière médicale
Arif Alvi est un dentiste reconnu au Pakistan, et pratique sa profession depuis 1973. Il a été président de l'association des dentistes du Pakistan, puis de la fédération des dentistes de l'Asie-Pacifique, et enfin élu conseiller au sein de la Fédération dentaire internationale.

## Carrière politique

### Ascension politique

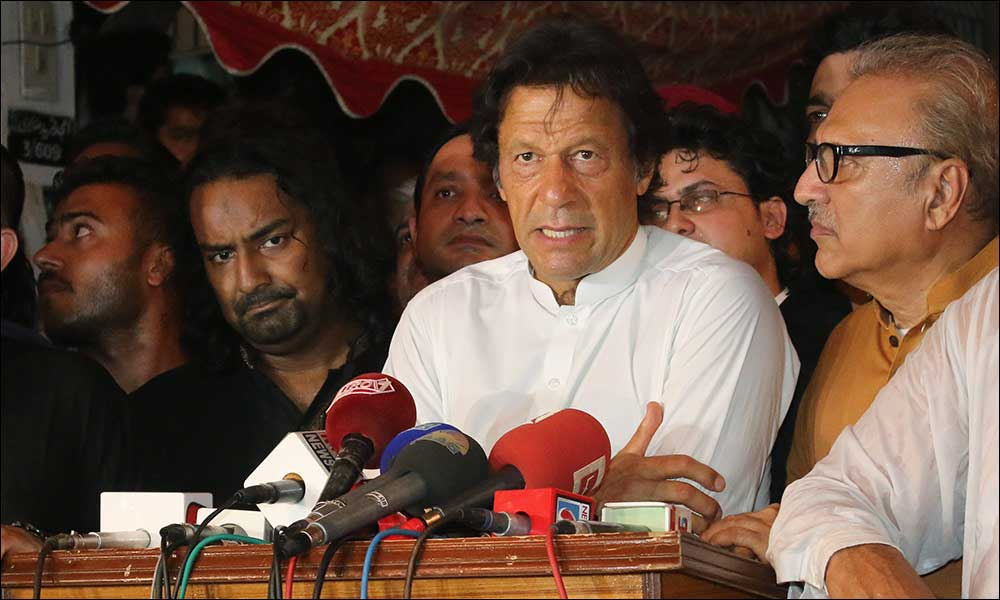
Arif Alvi accompagnant Imran Khan lors de la campagne électorale de 2018.

Arif Alvi est un membre fondateur du Mouvement du Pakistan pour la justice, créé en 1996 par Imran Khan. En 2006, il est élu secrétaire-général central du mouvement, mais quitte ses fonctions le 22 mars 2013 après avoir perdu l'élection face à Pervez Khattak.
Après avoir échoué aux élections législatives de 1997 pour l'Assemblée provinciale du Sind, puis aux élections législatives de 2002 pour l'Assemblée nationale, il boycotte en même temps que son parti les élections législatives de 2008 pour protester contre le régime militaire de Pervez Musharraf.
Il se présente ensuite aux élections législatives de 2013 dans la douzième circonscription de Karachi à l'Assemblée nationale. Le soir des élections, il est annoncé largement perdant face au candidat du Muttahida Qaumi Movement (MQM). Cependant, le mouvement dénonce des fraudes électorales, à savoir des bourrages d'urnes et l'absence de personnes chargées d'assurer le déroulement régulier du scrutin. La Commission électorale annule finalement les résultats dans 43 des 180 bureaux de vote, à la suite de quoi le MQM annonce boycotter le scrutin en protestation. Arif Alvi gagne finalement largement l'élection avec environ 63 % des voix mais alors que le taux de participation chute à 35 %,.
Lors des élections législatives du 25 juillet 2018, Arif Alvi est largement réélu député fédéral dans la deuxième circonscription de Karachi-Sud, avec 42 % des voix contre 11 % pour ses deux principaux rivaux, dont un dirigeant du MQM Farooq Sattar qui réalise ainsi une contre-performance.

### Président de la République

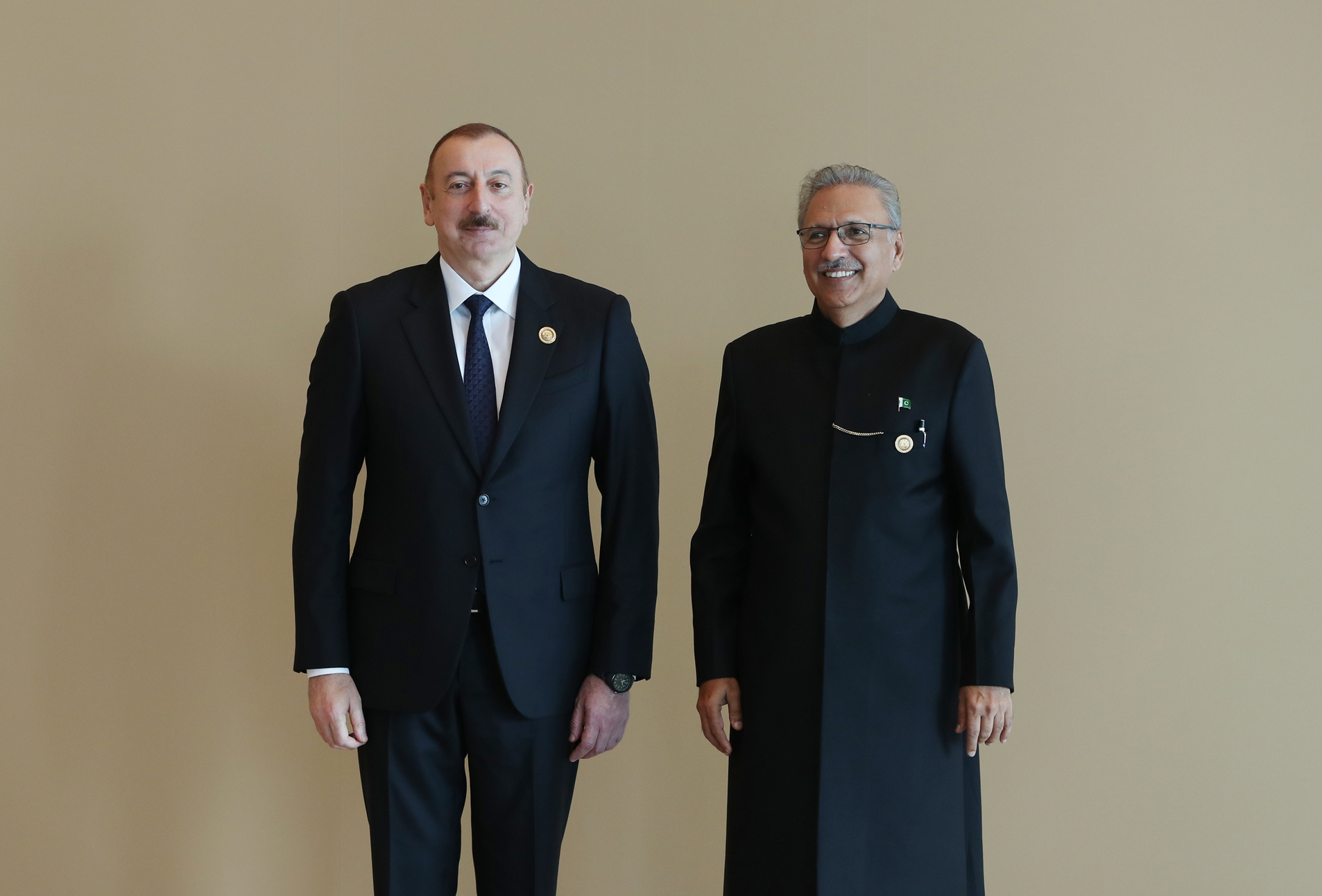
Arif Alvi avec son homologue azerbaïdjanais Ilham Aliyev.

Alors que le Mouvement du Pakistan pour la justice remporte les élections législatives du 25 juillet 2018, le nouvel homme fort du pouvoir civil Imran Khan choisit Arif Alvi comme candidat à l'élection présidentielle. Afin de s'assurer une victoire confortable au collège électoral, Arif Alvi effectue plusieurs déplacements afin de rencontrer des grands électeurs influents, à l'instar de Chaudhry Pervaiz Elahi. 
Le 4 septembre 2018, il est élu président de la République avec 353 voix, soit tout juste la moitié du collège électoral, face à Fazal-ur-Rehman et Aitzaz Ahsan, l'opposition n'ayant pas réussi à s'entendre sur un candidat commun, permettant à Arif Alvi une victoire facile. Il prête serment le 9 septembre et succède à Mamnoon Hussain.
Alors que son pouvoir est essentiellement honorifique face au Premier ministre qui mène la politique de la nation, Arif Alvi entreprend diverses initiatives symboliques. Il crée notamment un programme de formation à l'informatique et à l'intelligence artificielle visant notamment à y inclure des femmes.
Le 3 avril 2022, alors qu'une motion de censure est en passe d'être votée contre Imran Khan, le vice-président de l'Assemblée nationale, Qasim Suri, membre du parti du Premier ministre et qui préside la session, refuse qu'elle soit votée, en arguant qu'elle est « contraire à la Constitution » car elle serait soutenue par une « puissance étrangère ». Imran Khan demande peu après au président de la République Arif Alvi de convoquer un scrutin anticipé, ce que ce dernier effectue dans la foulée,,. La Cour suprême examine du 3 au 7 avril un recours déposé par l'opposition. Le 7 avril, elle déclare inconstitutionnelle le rejet de la motion de censure et invalide par conséquent la dissolution. Deux jours plus tard, l'Assemblée nationale adopte la motion de censure,.
Son mandat est prolongé du fait de la dissolution de l'Assemblée nationale, et ce jusqu'aux élections législatives anticipées de février 2024, la Constitution l'autorisant à rester en poste durant l'intervalle. Il quitte la présidence le 10 mars 2024 quand Asif Ali Zardari lui succède.

## Vie privée
Arif Alvi est marié à Samina Alvi. Le couple a quatre enfants.